# Chełm (Beskid Wyspowy)
Chełm, Chełm Łososiński (793 m) – szczyt w Beskidzie Wyspowym, we wschodniej części Pasma Łososińskiego.

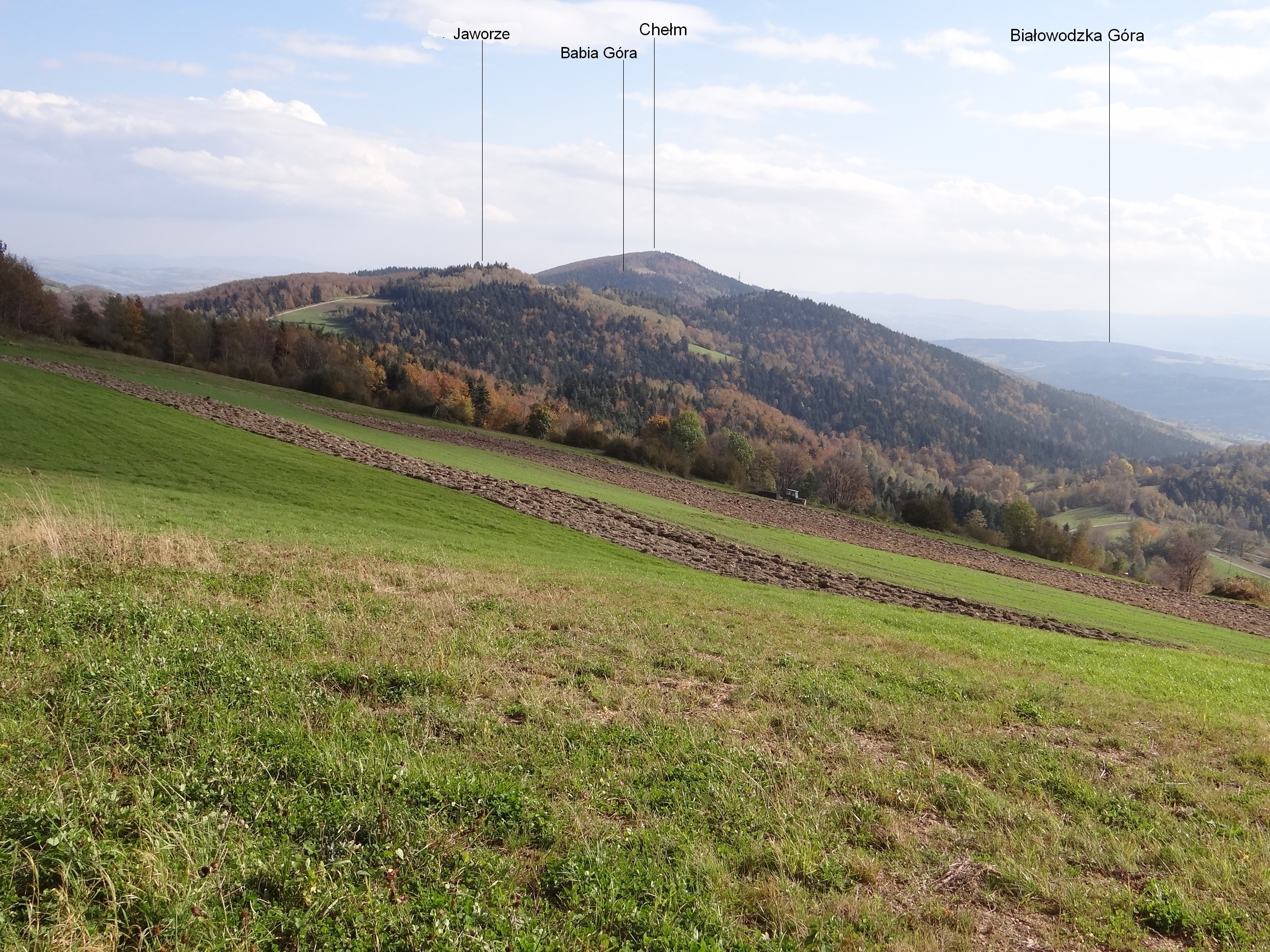
Widok spod Jaworza

Charakteryzuje się bardzo stromymi wschodnimi stokami. Jest z daleka rozpoznawalnym wzniesieniem, na wierzchołku zbudowany został przekaźnik telekomunikacyjny. Góra znajduje się we wschodniej części Pasma Łososińskiego, od strony zachodniej jej grzbiet jest stosunkowo lekko nachylony i prowadzi nim droga na Babią Górę i Jaworz, od strony wschodniej stok mocno opada ku przełęczy Nad Zawadką.
Góra oferuje nam widoki na całą okolice, szereg szczytów w Beskidzie Sądeckim, Wyspowym, widać z niej ładnie Nowy Sącz i Jezioro Rożnowskie.
W okresie grzybobrania pojawiają się na niej tłumy grzybiarzy, może dlatego, że prawie na sam szczyt można wyjechać samochodem lub na rowerze dzięki nitce asfaltowej prowadzącej z Chomranic. Na Chełmie, w leśnych potokach występuje jeszcze dość licznie salamandra plamista.
Na szczyt można też wejść od strony Zawadki, gdyż jest tam poprowadzona ścieżka. Ambitniejsi wycieczkowicze mogą się wybrać na Chełm drogą prowadzącą przez Męcinę (Miczaki) i Babią Górę, lecz jest to już wycieczka dłuższa. Na Chełm nie ma znakowanych szlaków turystycznych.